# Riccardo Tisci
Riccardo Tisci (Taranto, 1º agosto 1974) è uno stilista italiano.
È considerato uno dei migliori fashion designer al mondo, soprattutto per il suo lavoro svolto all’interno di Givenchy.
È stato il direttore creativo di Burberry fino a Settembre 2022.

## Biografia
Nato a Taranto, figlio di genitori originari di Palagianello, in provincia di Taranto, rimane orfano di padre quando era ancora un bimbo. Sua madre Ermelinda, rimasta vedova con nove figli, decide di lasciare la Puglia e di trasferirsi in Lombardia. Lascia a 17 anni Cermenate in provincia di Como dopo aver frequentato l'istituto d'arte e dell'arredo di Cantù e si diploma al Central Saint Martins College di Londra.

### Carriera
Lavora successivamente per marchi come Puma e l'italiano Coccapani, prima di firmare un contratto triennale con Ruffo Research.
Riccardo Tisci presenta poi una propria collezione (che porta il suo nome) per la Settimana della moda di Milano nell'autunno 2004/2005.
Viene contattato dalla maison francese Givenchy e ne rilancia il marchio. In breve diventa direttore creativo, curando haute couture, prêt-à-porter e accessori.
Nel 2008 viene chiamato da Madonna a disegnare due costumi del suo Sticky and Sweet Tour. 
Nel 2017 dopo dodici anni lascia la direzione creativa della maison Givenchy..
Il 1º marzo 2018 viene ufficialmente annunciato che il designer italiano sarà il nuovo direttore creativo del brand inglese Burberry.

## Curiosità
È a lui che si deve la ribalta nel mondo della moda di Lea T., chiamata dallo stilista come testimonial della campagna invernale 2010 per Givenchy.
Nota l'amicizia tra Riccardo Tisci e la modella Mariacarla Boscono, presente spesso nelle campagne pubblicitarie di Givenchy, nonché nelle sfilate della maison.
Altrettanto nota è l'amicizia che lo lega alla stilista Donatella Versace, che ha prestato il suo volto a Givenchy per la campagna autunno 2015, primo caso di una stilista che s'impegna per la pubblicità di un'altra griffe.
Nell'aprile 2016 compare nella lista per la categoria “Artists” tra le 100 persone più influenti del 2016 secondo TIME.